# Malta (Vila do Conde)
Malta is een plaats (freguesia) in de Portugese gemeente Vila do Conde en telt 1206 inwoners (2001).